# Pedicularis schizorrhyncha
Pedicularis schizorrhyncha är en snyltrotsväxtart som beskrevs av David Prain. Pedicularis schizorrhyncha ingår i släktet spiror, och familjen snyltrotsväxter. Inga underarter finns listade i Catalogue of Life.